# Aeonium casanovense
Aeonium casanovense är en fetbladsväxtart som beskrevs av Bañares. Aeonium casanovense ingår i släktet Aeonium och familjen fetbladsväxter. Inga underarter finns listade i Catalogue of Life.